# Relining
Relining är ett samlingsnamn på ett flertal metoder för att invändigt renovera rörledningar inom byggnader eller i mark. Rörinfodring innebär att rören, efter rengöring, infodras med nytt material istället för att hela rören byts ut.

## Rör i byggnader
Traditionellt har rörledningssystem renoverats genom att VA-stammarna (i till exempel kök och badrum) helt enkelt byts ut mot nya rör, ett så kallat stambyte. Ett stambyte är ett omfattande ingrepp, där väggar och golv måste bilas upp för att vatten- och avloppsledningarna ska kunna friläggas. Det kan i många fall innebära att de boende måste evakuera bostaden medan arbetet utförs. 
Under 1990-talet började man söka efter ett alternativ till den traditionella metoden. Idag finns flera olika metoder där rörens insida infodras med olika material. 
Rörinfodring förlänger rörens livslängd och är ett komplement till en traditionell renovering men kan aldrig ersätta ett totalt rörbyte. Rörinfodring är vanligen billigare och snabbare. Andra fördelar är mindre materialåtgång och minskade transporter.

## Rör i mark
Här handlar det i första hand om renovering av VA-ledningar i kommunala ledningsnät, men även om servisledningar som ansluter enskilda fastigheter till vatten- och avloppsnäten. Då ledningarna ofta är förlagda under gator och vägar, vill man undvika schaktning eftersom trafik, närboende och butiker påverkas negativt. Detta är bakgrunden till att schaktfri teknik är vanlig vid renovering av ledningar i mark, framför allt i tätorter.  
När ett befintligt rör ska ersättas med ett nytt, större rör på samma plats är den schaktfria metoden rörspräckning ett alternativ. 

## Vattentorn
Relining används även för vattentorn, ett exempel är vattentornet i Vadstena där materialet polyetenplast använts.

## Material
Det finns en rad olika reliningmaterial med olika egenskaper och funktion på marknaden. Mer om materialen finns på företagens hemsidor och i vetenskaplig forskning . 
I de allra flesta avloppssystem spolas det dagligen ner kallt vatten (toalettvatten, kallt dricksvatten) och varmt vatten (t.ex. kokande pastavatten) i avloppen, För att avloppssystemet ska kunna fånga upp de termiska rörelser som detta orsakar., installeras expansionsanordningar på varje våningsplan.  
Vid en rörinfodring täcks dessa anordningar och därför måste infodringsmaterialet kunna expandera och krympa. Alternativet är att installera nya expansionsanordningar. 
Mjuka material är flexibla både innan och efter att det härdat. Mjuka material lämpar sig bäst i fastighet då de har möjlighet att fånga upp avloppssystemets dagliga rörelser. 
Hårda material kan vara mjuka innan härdning, men när materialet har härdat är det stenhårt och självbärande. Hårda material används därför främst i markledningar.  

## Risker
En anledning till stambyten är att man vill undvika vattenskador som orsakas av läckande VA-ledningar.[källa behövs] Vattenskadecentrum publicerar varje år en rapport med statistik kring hur vattenskador uppkommer. Rapporter visar att  20-30% av uppkomna vattenskador beror på avloppen. Dock anger rapporten inte om det är byggfel eller undermåligt underhåll som är orsaken.
Kvaliteten hos rörinfodring beror dels på skickligheten hos den hantverkare/fackman som utför arbetet. dels på  kvalitetskontrollen hos det företag som utför själva rörinfodringen. Detta gäller dock hela byggindustrin. Ett problem med rörinfodring är att arbetet är svårt att besiktiga, vilket dock även gäller traditionell rördragning. Beställaren bör därför ställa höga kvalitetskrav och vara noga med leverantörens dokumentation.[källa behövs]
Vid traditionell renovering rivs de delar som innesluter rören. Detta innebär att dold fukt i väggar upptäcks och kan torkas ut, vilket minskar riskerna för mögel och ohälsa. 

### Bisfenol i ledningsvatten
Mellan 2007 och 2011 renoverades vattenledningar i cirka 3000 lägenheter i Sverige med metoden där insidan beläggs med plast som innehåller det giftiga ämnet bisfenol A. Sveriges Byggindustrier och Svenskt Vatten avrådde 2011 från renoveringar där epoxiplast som innehåller Bisfenol A används eftersom det finns risk för att ämnet läcker ut i dricksvattnet. Branschföreningen rörinfodring i fastigheter svarade att det inte fanns några risker med verksamheten.
Kemikalieinspektionen tog 2013 i samarbete med Livsmedelsverket och Boverket vattenprov i 22 lägenheter i Stockholm, Göteborg och Malmö.  Dessa visade att bisfenol A finns i dricksvattnet hos åtta av dem.  
Regeringens Bisfenolutredning lämnade 2013 förslag till lagstiftning mot Bisfenol A vid rörinfodring. Utredningen ledde i slutänden till att regeringen lagstiftade om ett förbud mot rörinfodring av dricksvattenrör med s.k. tvåkomponentsepoxi som innehåller bisfenol A. Definitionen av tvåkomponentsepoxi är i det här fallet att den blandas på plats på arbetsplatsen.

### Ekonomisk risk
Skador på infodrade avloppsrör ersätts fullt ut endast av tre försäkringsbolag, Trygg Hansa, If och Brandkontoret,  det sistnämnda dock med förhöjd självrisk.  Andra bolag försäkrar visserligen rören, men ersätter inga följdskador. 